# Saint-Martin-de-Valgalgues
 Saint-Martin-de-Valgalgues  es una población y comuna francesa, situada en la región de Languedoc-Rosellón, departamento de Gard, en el distrito de Alès y cantón de Alès-Nord-Est.

## Demografía
| 3713 | 3404 | 3364 | 4209 | 4487 | 4283 |
| Para los censos de 1962 a 1999 la población legal corresponde a la población sin duplicidades (Fuente: INSEE [Consultar]) |      |      |      |      |      |